# Pitcairnia anomala
Pitcairnia anomala là một loài thực vật có hoa trong họ Bromeliaceae. Loài này được Hoehne miêu tả khoa học đầu tiên năm 1916.